# Rüti bei Riggisberg

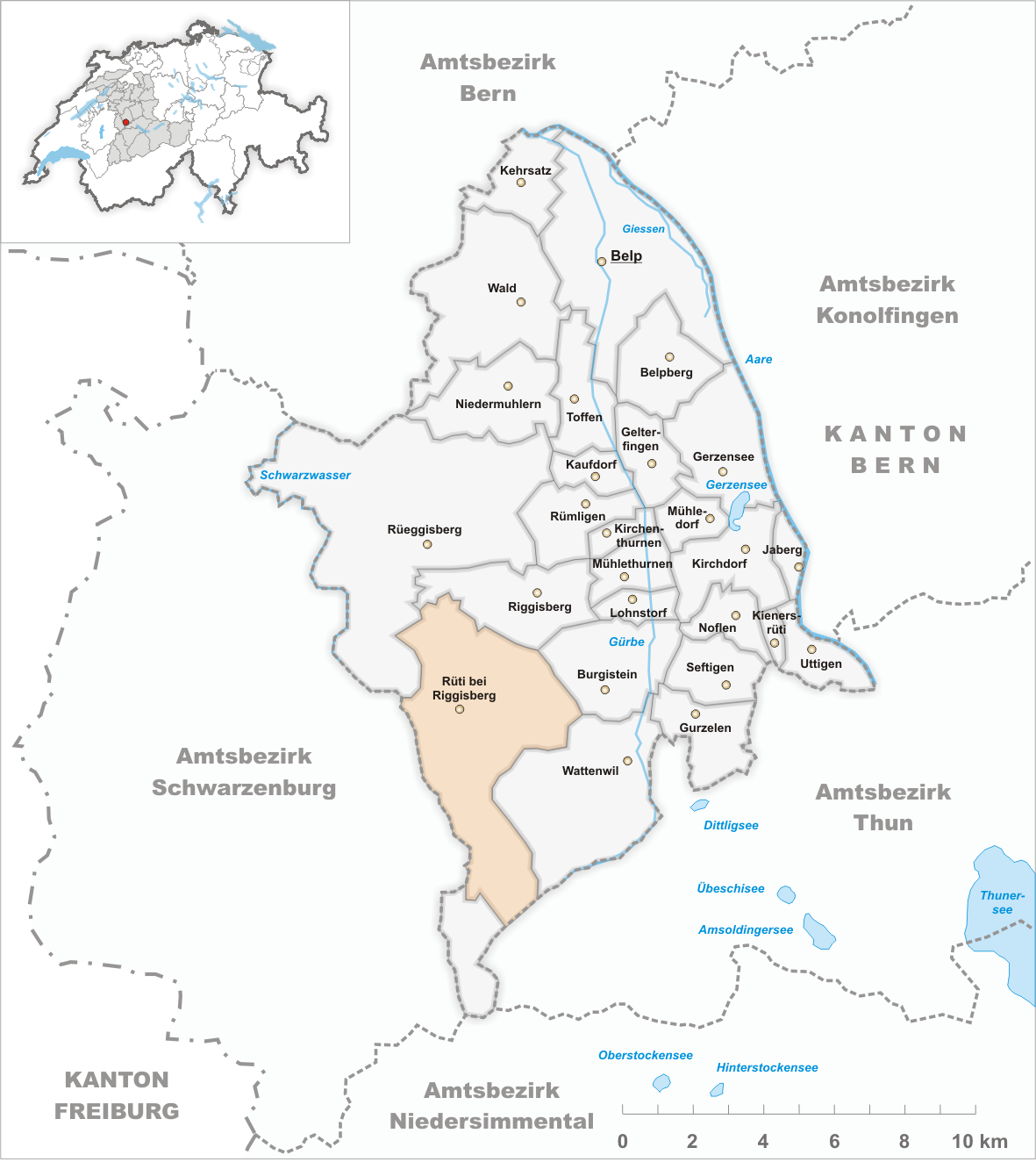
Gemeindestand vor der Fusion am 1. Januar 2009

Rüti bei Riggisberg ist eine Ortschaft in der Gemeinde Riggisberg im ehemaligen Amtsbezirk Seftigen des Kantons Bern in der Schweiz. Bis am 31. Dezember 2008 war Rüti bei Riggisberg eine selbständige politische Gemeinde.
Das Dorf Rüti bei Riggisberg liegt auf 823 m ü. M., drei Kilometer südlich des Gemeindehauptortes Riggisberg (Luftlinie). Es liegt in einer Talfurche der Biberzen, zwischen den waldigen Höhen der Gibelegg im Norden und des Gurnigel im Süden. Die Einwohnerzahl des Dorfes umfasst ungefähr 350 Personen (2008).

## Geographie
Die Fläche der ehemaligen Gemeinde (22,17 km²) umfasst einen Abschnitt des voralpinen Hügellandes westlich der Aaresenke zwischen Bern und Thun. Von Osten nach Westen wird das Gebiet von der rund 300 m breiten, flachen Talfurche der Biberzen beziehungsweise des Rütikanals durchzogen; die Entwässerung erfolgt nach Westen zum Schwarzwasser. Nördlich dieser Senke erstreckt sich der Boden über die dicht bewaldete Gibelegg (1133 m ü. M.) bis in das Einzugsgebiet des Grüenibachs und im Osten auf die Würzenegg (1021 m ü. M.), welche die Wasserscheide zum mittleren Gürbetal bildet.
Nach Süden reicht das Gebiet über den Hang des Gurnigelwaldes, der durch die Täler von Biberzen, Dürrgraben und Gasgraben untergliedert ist, auf die voralpinen Höhen des Gurnigelberges, der aus Flyschgestein aufgebaut ist. Die westliche Abgrenzung verläuft dabei entlang dem Wildbach des Seligrabens. In einem schmalen Zipfel erstreckt sich der Bann weiter südwärts über den Ober Gurnigel (1548 m ü. M.) und den Zigerhubel (mit 1620 m ü. M. der höchste Punkt von Rüti bei Riggisberg) bis an den Oberlauf der Gürbe. Der Wildbach ist hier wegen des starken Gefälles verbaut, da nach intensiven Regenfällen immer wieder grosse Geröllmassen bis ins Tal hinuntertransportiert wurden. Von der Fläche entfielen 1997 2 % auf Siedlungen, 64 % auf Wald und Gehölze und 32 % auf Landwirtschaft; etwas weniger als 2 % war unproduktives Land.

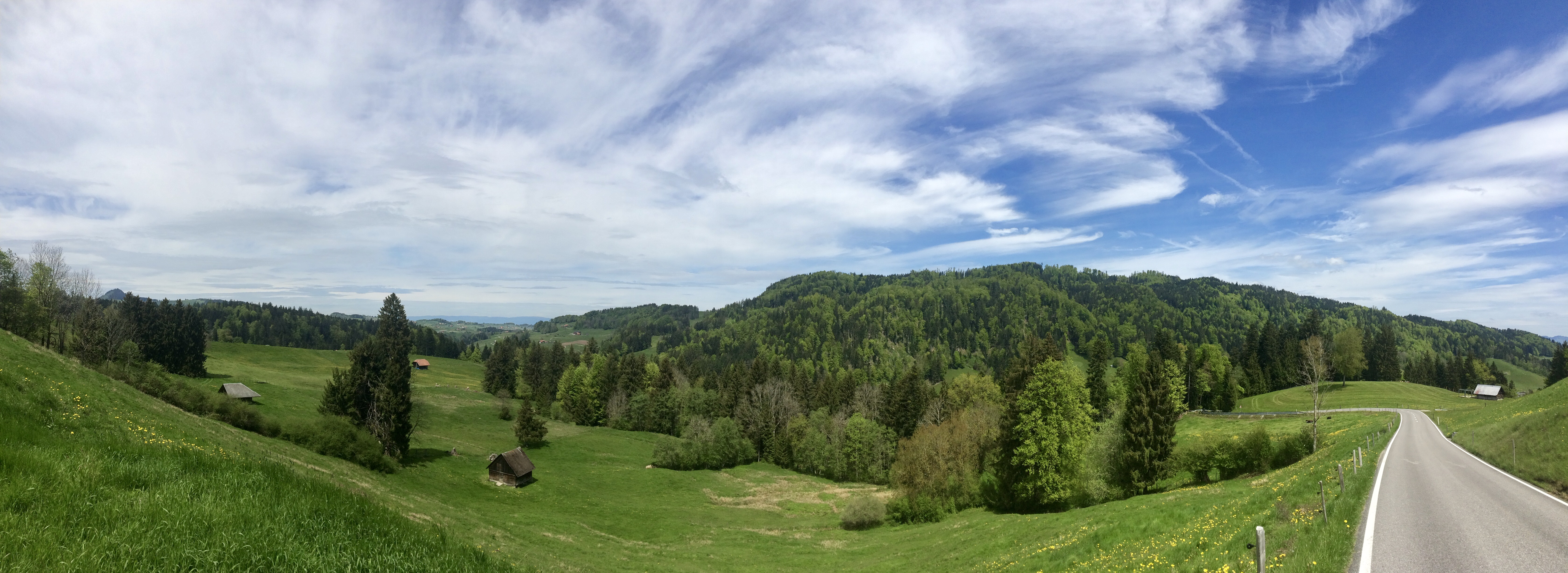
Riggisberger Hügellandschaft mit Sicht auf die Gibelegg, vom Underen Laas aus gesehen

## Geschichte
Die erste urkundliche Erwähnung des Dorfes erfolgte 1345 bereits unter dem heutigen Namen Rüti; von 1429 ist die Bezeichnung Rüttin überliefert. Der Ortsname geht auf das althochdeutsche Wort riod (Rodung) zurück. Schon im Mittelalter unterstand Rüti den Herren von Riggisberg. Es teilte seither Riggisbergs Geschichte. Von 1831 bis zum 31. Dezember 2008 war Rüti eine selbständige politische Gemeinde (BFS-Nr. 0882), 2009 fusionierte sie mit Riggisberg.

## Wirtschaft
Rüti bei Riggisberg war bis in die zweite Hälfte des 20. Jahrhunderts ein vorwiegend durch die Landwirtschaft geprägtes Dorf. Noch heute haben die Milchwirtschaft und die Viehzucht sowie die Forstwirtschaft einen wichtigen Stellenwert in der Erwerbsstruktur der Bevölkerung. Weitere Arbeitsplätze sind im lokalen Kleingewerbe und im Dienstleistungssektor vorhanden. In Rüti bei Riggisberg sind heute eine Grosssägerei, Betriebe des Baugewerbes, mehrere Schreinereien und eine Zimmerei vertreten. Einige Erwerbstätige sind Wegpendler, die hauptsächlich in den grösseren Ortschaften der Umgebung oder im Raum Thun arbeiten.

## Verkehr
Das Dorf liegt abseits der grösseren Durchgangsachsen an der Verbindungsstrasse von Riggisberg auf den Gurnigel. Durch den Postautokurs, welcher Riggisberg über den Weiler Oberplötsch (900 m ü. M.) mit Rüti verbindet, ist das Dorf an das Netz des öffentlichen Verkehrs angebunden. Einige touristisch ausgerichtete Postautokurse bedienen das weiter südlich gelegene Gurnigelbad (1151 m ü. M.), den Gurnigel und das Schwefelberg-Bad.

## Bevölkerung
Ende 2007 gehörten Rüti bei Riggisberg 411 Einwohner an. Von den Bewohnern sind 98,9 % deutschsprachig, 0,7 % französischsprachig und 0,4 % sprechen Portugiesisch (Stand 2000). Die Bevölkerungszahl von Rüti bei Riggisberg belief sich 1850 auf 520 Einwohner, 1900 auf 498 Einwohner. Im Verlauf des 20. Jahrhunderts pendelte die Bevölkerungszahl bis 1970 im Bereich zwischen 490 und 570 Personen. Danach erfolgte durch starke Abwanderung ein Rückgang bis 1980 auf 429 Einwohner. Seither wurden nur noch geringe Bevölkerungsschwankungen verzeichnet.

## Tourismus
Die Region um Rüti bei Riggisberg, insbesondere das Gurnigelbad, ist ein beliebtes Erholungs- und Wandergebiet von Bern und Thun. Die Höhen des Gurnigelberges (Strasse Rüti bei Riggisberg – Schwefelbergbad) bilden den Ausgangspunkt für Wanderungen im Gantrischgebiet. Im Winter eignet sich die Region für Ski- und Langlaufsport.